# Plateau United
Plateau United is een Nigeriaanse voetbalclub uit Jos.

## Erelijst
- Beker van Nigeria
  - Winnaar: 1999
  - Finalist: 1962, 1963, 1964, 1965, 1966, 1967, 1970, 1993, 1998

## Bekende ex-spelers
- Christian Obodo
- John Obi Mikel

Abia Warriors · 
ABS FC · 
Akwa United · 
El Kanemi Warriors · 
Enugu Rangers · 
Enyimba · 
Gombe United · 
Ifeanyi Uba · 
Kano Pillars · 
Katsina United · 
Lobi Stars · 
MFM · 
Nasarawa United · 
Niger Tornadoes · 
Plateau United · 
Remo Stars · 
Rivers United · 
Shooting Stars · 
Sunshine Stars · 
Warri Wolves · 
Wikki Tourists